# 臧永清
臧永清（1965年5月—），男，中国出版
家，人民文学出版社社长，曾任春风文艺出版社副总编辑，中信出版社副社长，现代出版社总编辑、社长，研究出版社常务副社长，第十二届全国政协委员。